# Saint-Martin-de-Jussac
Saint-Martin-de-Jussac è un comune francese di 524 abitanti situato nel dipartimento dell'Alta Vienne nella regione della Nuova Aquitania.

## Società

### Evoluzione demografica
Abitanti censiti